# 北タイ語
北タイ語（きたタイご、ภาษาเหนือ）はタイ王国の北部で話されるタイ語の方言である。チェンマイの北タイ語を標準的な語とするため、チェンマイ語（คำเมือง、カム・ムアン）とも言う。中央タイ語よりはむしろラーオ語やイーサーン語と似る。また、北タイ語の中でも地方により方言がある。
ビルマ文字と似た独自のラーンナー文字を持っており、経典、歴史書の記述に利用された。主に寺の僧や貴族などの教養層によって継承されてきた文字である。近代に入り、標準語の普及を進める政府により廃止された。現在、復興の動きがあり、公共の建物の看板などに見ることができる。またラーンナー語による活字出版物、辞典も発行されている。
女性の喋る北タイ語はいわゆる「チェンマイ美人」と結びついてバンコクでは非常に上品な言葉とされる。

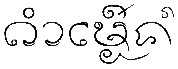
ラーンナー文字で表記された北タイ語。『カム・ムアン』（คำเมือง）と書かれている。